# تپه جیلی بزرگ ۰۴۹
تپه جیلی بزرگ ۰۴۹ مربوط به ایلام جدید است و در شهرستان شوشتر، روستای لنگر واقع شده و این اثر در تاریخ ۵ آذر ۱۳۸۰ با شمارهٔ ثبت ۴۳۱۹ به‌عنوان یکی از آثار ملی ایران به ثبت رسیده است.